# Pierre Botayi
 (juin 2020).
Pierre Botayi Bomato, né le 11 mars 1993 à Kinshasa, est un footballeur international congolais. Il évolue au poste d'attaquant à la Panthère du Ndé.

## Biographie
Pierre Botayi reçoit deux sélections en équipe de RD Congo. Il joue son premier match en équipe nationale le 27 août 2011, en amical contre l'Angola (victoire 1-2). Il joue son second match le 23 février 2012, en amical contre la Tanzanie (0-0).
En club, il évolue en République démocratique du Congo, en Angola, et au Cameroun.